# Gabrielle Pilote Fortin
Gabrielle Pilote Fortin (Neuville (Québec), 26 april 1993) is een Canadese wielrenster die sinds 2022 voor de Franse wielerploeg Cofidis Women Team rijdt. Ze reed in 2014 bij de Franse wielerploeg Poitou-Charentes.Futuroscope.86, in 2015 bij het Amerikaanse Visit Dallas DNA, in 2016 en 2017 bij het Zwitserse Cervélo-Bigla, in 2018 en 2019 bij het Britse WNT-Rotor en in 2020 en 2021 bij het Spaanse Massi-Tactic.

## Resultaten in grote wielerrondes
| Jaar | Ronde van Italië | Ronde van Frankrijk | Ronde van Spanje |
| ---- | ---------------- | ------------------- | ---------------- |
| 2018 |                  |                     |                  |
| 2020 |                  |                     |                  |
| 2023 |                  |                     |                  |

## Persoonlijk leven
Pilote Fortin heeft een relatie met de Deense wielrenner Kasper Asgreen.